# В краю потерянных душ
В краю́ поте́рянных душ — дебютный полнометражный студийный альбом украинской хеви-метал группы Крылья, который вышел на лейбле CD-Maximum 26 октября 2009 года.

## Список композиций
| №  | Название                | Текст песни    | Музыка         | Длительность |
| -- | ----------------------- | -------------- | -------------- | ------------ |
| 1. | «Первая битва»          | Е. Сидельников | Крылья         | 4:56         |
| 2. | «Нет лёгких побед»      | Ю. Долганов    | Крылья         | 3:49         |
| 3. | «Чёрная ложь»           | В. Гарасевич   | Крылья         | 3:56         |
| 4. | «Дорога в небо»         | М. Игнатьев    | Крылья         | 4:05         |
| 5. | «Арена»                 | М. Ратов       | Крылья         | 4:40         |
| 6. | «Вызов небесам»         | Е. Сидельников | Е. Сидельников | 7:07         |
| 7. | «Крылья»                | Е. Сидельников | Крылья         | 4:01         |
| 8. | «В краю потерянных душ» | Ю. Долганов    | Крылья         | 4:50         |
| 9. | «Элизиум»               | М. Игнатьев    | Крылья         | 10:35        |

## Участники записи

### Основной состав
- Александр Плюснин — вокал
- Олег Дайнеко — гитара
- Юрий Долганов — гитара
- Олег Щеглов — бас-гитара
- Егор Сидельников — барабаны

### Приглашённые музыканты
- Геннадий Гримов — соло гитара (1)
- Илья "Ларс" Мамонтов — соло гитара (5)
- W.Angel ("Conquest") — соло гитара (6)

### Администрация
- Николай Попов — менеджмент
- Сергей Ханеев — продюсирование

- Накопление и редакция: студия PanSaund (г. Николаев, Украина)
- Сведение и мастеринг: W.Angel, студия "Conquest Sound Factory" (г. Киев, Украина)
- Автор обложки, дизайн и оформление: Алексей Попов
- Фото группы: Юрий Бондарев